# Col Lolo (Idaho et Montana)
Pour les articles homonymes, voir Col Lolo.
Le col Lolo, à 1 596 m d'altitude, est un col de montagne dans les montagnes Rocheuses septentrionales, à la frontière entre l'État du Montana et celui de l'Idaho, à environ 40 km à l'ouest-sud-ouest de Missoula.
Le col est devenu célèbre à cause de l'expédition Lewis et Clark, qui a escaladé le sommet du mont Bitterroot par la piste du Lolo (en anglais, Lolo Trail) (voyage aller en 1804 ; retour en 1806).
La route 12 traverse maintenant le col.